# 日清ペットフード
日清ペットフード株式会社（にっしんペットフード）は、かつてペットフードの製造・販売をしていた日本の株式会社。日清製粉のグループ会社のうちの一つ。本社を東京都千代田区に置いていた日本の企業。

## 沿革
- 1900年（明治33年）- 日清製粉株式会社の前身、館林製粉株式会社が創業。
- 1970年（昭和45年）- 日清ペットフード株式会社設立。
- 1986年（昭和61年）- 鶴見工場（神奈川県川崎市）のペットフード製造設備が完成し、製造を開始。
- 1987年（昭和62年）- 埼玉県ふじみ野市にペットフード研究室を設置。
- 1989年（平成元年）- 研究所を栃木県那須塩原市に移転。
- 1990年（平成2年）- ドッグフードを「RUN」、キャットフードを「Carat」のブランドに統一。
- 2009年（平成21年）- 東海、北陸限定で「懐石zeppin」を発売。
- 2020年（令和2年） - ペットラインと経営統合[3]。これにより日清製粉グループは事実上、ペットフード事業から撤退することとなった（同時に法人としての日清ペットフードも清算）。